# Тирувалур
 Тази статия е за града в Индия.  За окръга вижте Тирувалур (окръг).  
Тирувалур (на английски: Tiruvallur, на тамилски: திருவள்ளூர்) е град в южната част на Индия, административен център на окръг Тирувалур в щата Тамил Наду. Населението му е около .
Разположен е на 44 метра надморска височина в Тамилнадската равнина, на 4 километра югоизточно от язовира „Сатхямурти Сагар“ и на 39 километра западно от центъра на Ченай. Известен е с индуисткия храм от VIII век „Вирарагхава Свами“. В Тирувалур има автомобилен завод на групата „Стелантис“.